# Carcina quercana
Carcina quercana ist eine Schmetterlings-Art aus der Überfamilie der Gelechioidea. Die Art wurde von Johann Christian Fabricius im Jahr 1775 als Pyralis quercana erstbeschrieben. Der lateinische Artname quercana bezieht sich auf die Hauptwirtspflanzen, die Eichen (Quercus). Der deutsche Trivialname der Art lautet „Eichen-Faulholzmotte“. 

## Taxonomie
Carcina quercana ist die einzige Art der Gattung Carcina. Die Familienzuordnung wechselte in der Vergangenheit mehrmals und ist womöglich noch nicht abschließend geklärt. Die Gattung wurde früher in die Familie der Faulholzmotten (Oecophoridae) gestellt. Später wurde die Gattung den Flachleibmotten (Depressariinae oder Depressariidae) zugeordnet. Neuerdings, nach Studien aus den 2010er Jahren, wird die Gattung den Peleopodidae (bei manchen Autoren eine Unterfamilie der Depressariidae) zugewiesen.

## Merkmale
Die Schmetterlinge besitzen auffällig lange hellgelbe Fühler. Diese werden in Ruhestellung unter den Flügeln verborgen. Die Flügelspannweite beträgt zwischen 15 und 22 Millimetern. Die hell ockerfarbenen Vorderflügel sind dunkel gesprenkelt und weisen eine violette Umrandung auf. Entlang der Costa nahe der Basis befindet sich ein gelber Fleck. Ein weiterer gelber Fleck befindet sich jenseits der Mitte am Flügelvorderrand. Entlang des Außenrandes befinden sich gelbe Fransen. Die Hinterflügel sind beige gefärbt.
Die blassgrünen Raupen weisen eine dunkle dorsolaterale Linie auf, die seitlich hell gerandet ist. Der Kopf ist gelbgrün.
Die Puppe ist rotbraun gefärbt.

## Vorkommen
Die Art ist in der westlichen Paläarktis heimisch und in ganz Europa verbreitet. Im Süden reicht das Vorkommen bis nach Nordafrika, im Osten bis nach Kleinasien. In Nordamerika wurde die Art eingeschleppt und kommt dort in der westkanadischen Provinz British Columbia und im US-Bundesstaat Washington vor.

## Lebensweise
Die Art besiedelt Wälder und Gärten. Die Raupen beobachtet man im Mai und Juni. Sie halten sich gewöhnlich in einem röhrenförmigen Gespinst auf der Blattunterseite ihrer Futterpflanzen auf. Zu diesen zählen verschiedene Laubbäume, insbesondere die Stieleiche und die Rotbuche. Zu den  weiteren Wirtspflanzen gehören weitere Eichen-Arten, Ahorn, Edelkastanie, Kultur-Apfel (Malus), Pfirsich (Prunus perisca) und Schlehdorn (Prunus spinosa). Ende Juni / Anfang Juli findet die Verpuppung statt. Die Flugzeit dauert von Juni bis Ende Oktober. Die Schmetterlinge werden hauptsächlich Ende Juli und im August gesichtet. Möglicherweise bildet die Art eine partielle zweite Generation, da im Herbst Ende September / Anfang Oktober eine leicht erhöhte Anzahl an Faltersichtungen auftritt. Die Schmetterlinge sind dämmerungs- und nachtaktiv. Sie werden von Lichtquellen angelockt.

## Parasitoide
Als Parasitoide von Carcina quercana werden die Hautflügler Euplectrus carinifer und Euplectrus flavipes aus der Familie der Eulophidae genannt.

## Bilder

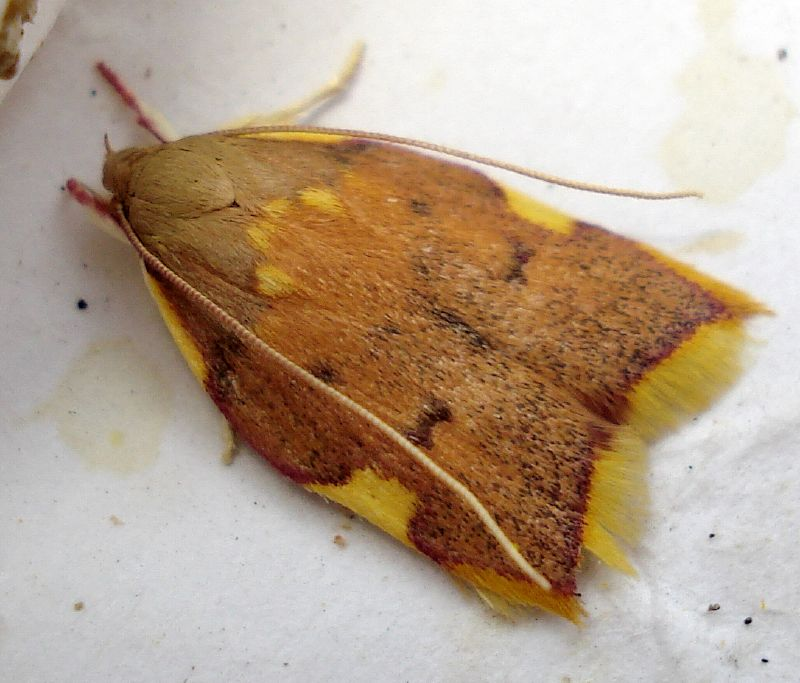
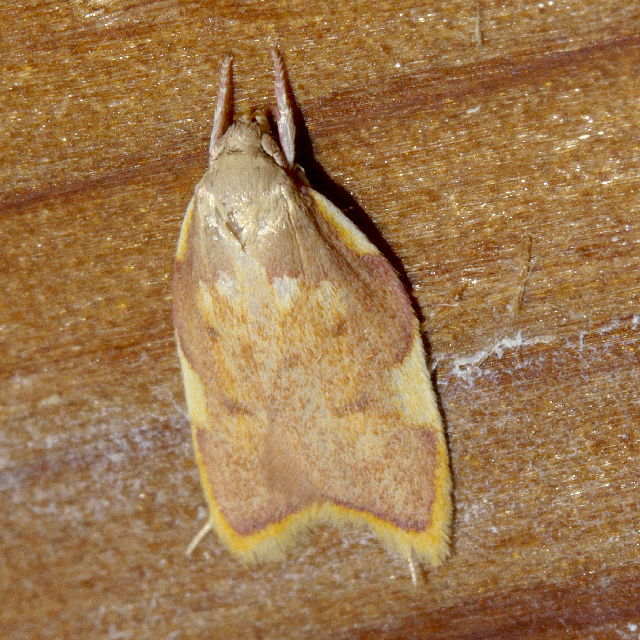
Mit verborgenen Fühlern
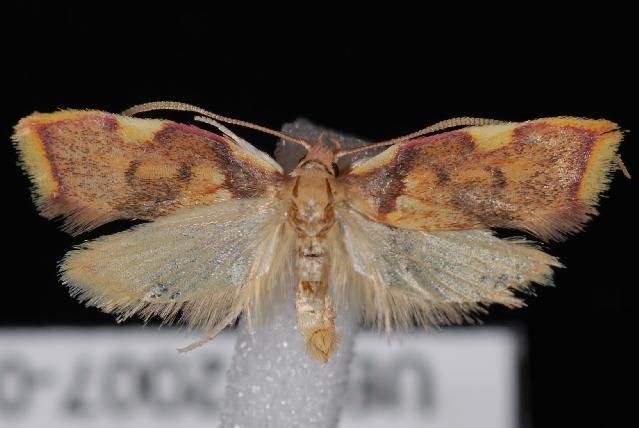
Präparat mit gespannten Flügeln
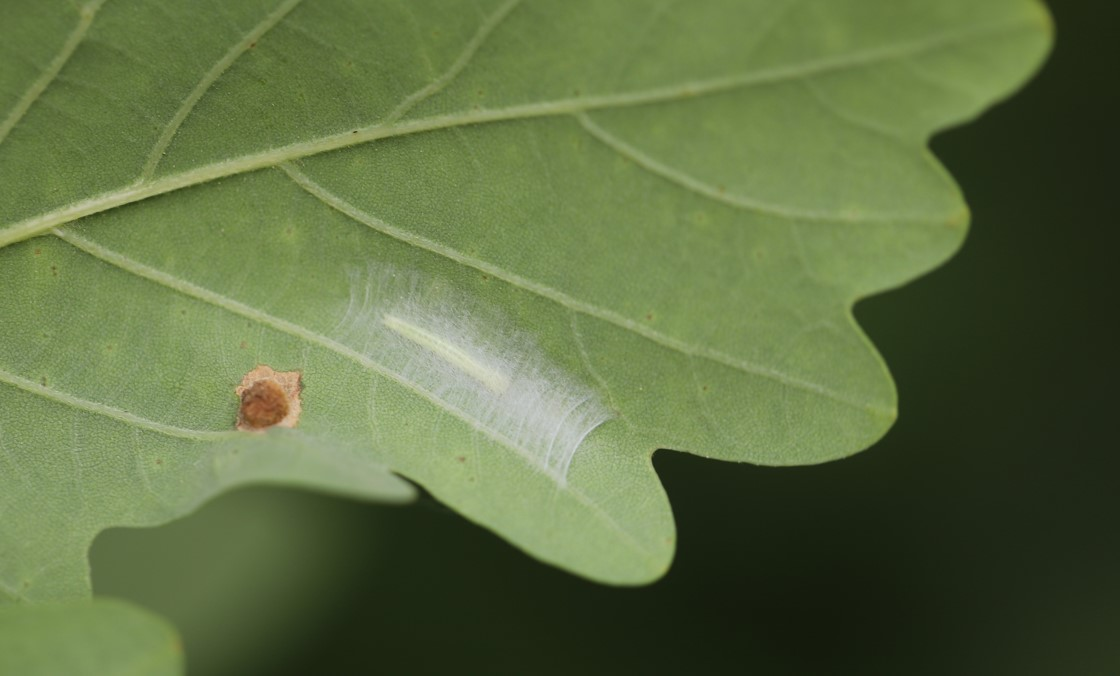
Raupe in einem Gespinst auf der Unterseite eines Eichenblatts
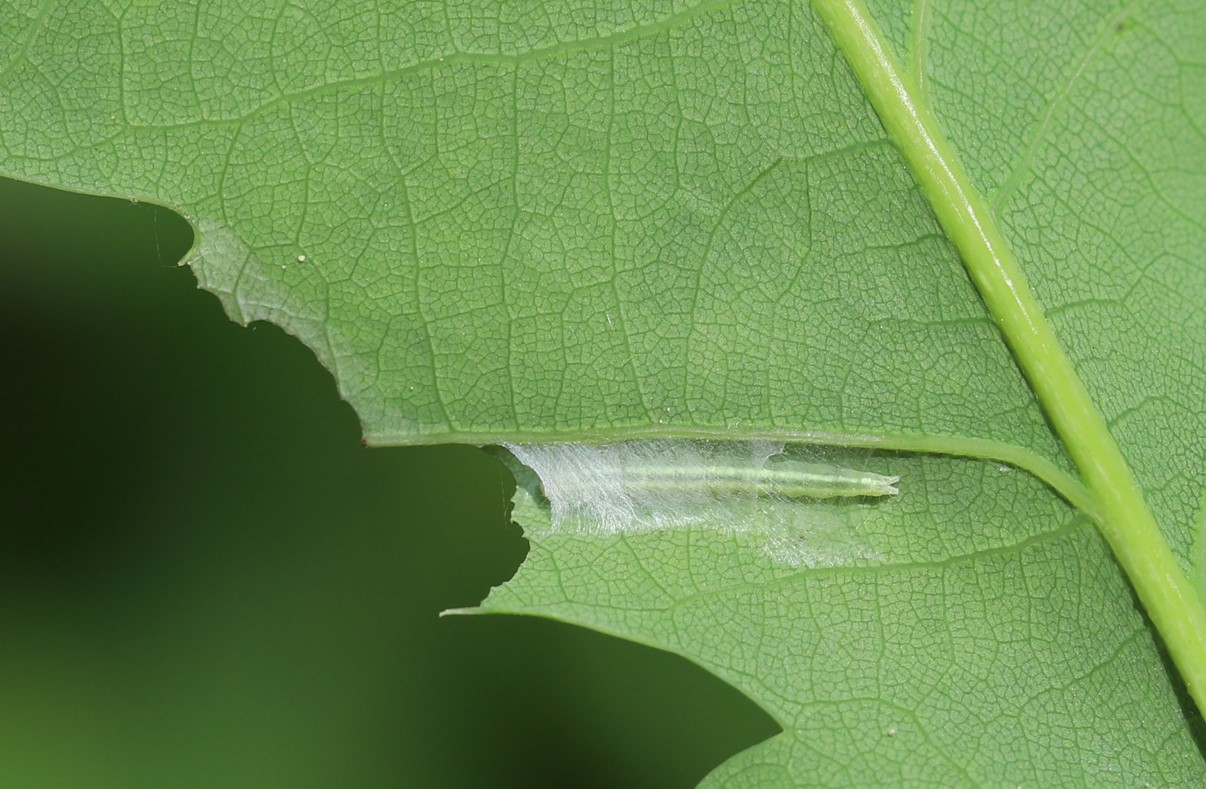
Raupe in einem Gespinst an einem Eichenblatt, vermutlich mit Fraßspuren
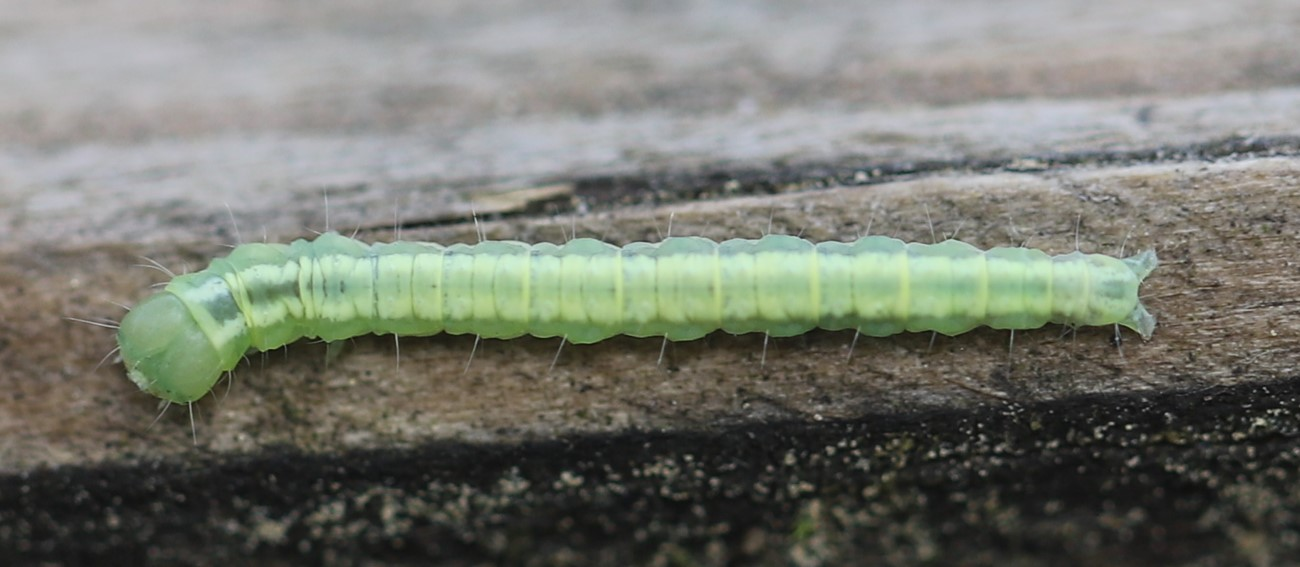
Reife Raupe Mitte Juni